# Banzai Bug
Pour les articles homonymes, voir Banzaï.
 (mai 2014).
Banzai Bug est un jeu pour Windows sorti le 2 décembre 1996. Il a été publié par Grolier Interactive et développé par gravity, filiale de la maison d’édition Grolier.

## Trame
Banzai Bug, un vieux moustique, raconte ses périples lorsqu'il était jeune… Ayant atterri par inadvertance chez un exterminateur, il retrouve son ami Poolio qui l’informe qu’un piège est actuellement en construction afin de faire partir l’exterminateur et que les insectes retrouvent la liberté. Pour cela il faut remplir diverses missions assez compliquées pour que le piège soit enfin terminé.

## Système de jeu
Le but de jeu est de terminer les sept missions aux divers objectifs (trouver une sortie, escorter des moucherons) tout en contrôlant Banzai avec des commandes relativement complexes.